# Miki Muster

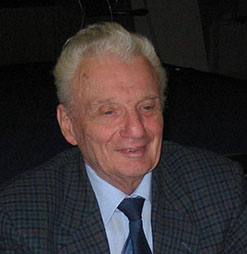
Miki Muster (2008)

Miki Muster (geboren als Nikolaj Muster am 22. November 1925 in Murska Sobota, Königreich der Serben, Kroaten und Slowenen; gestorben am 7. Mai 2018 in Ljubljana) war ein slowenischer Bildhauer, Zeichner und Filmregisseur. Seine bekanntesten Comicfiguren sind Zvitorepec, Trdonja und Lakotnik.

## Leben
Miki Muster wurde 1925 als zweites Kind einer ungarischen Mutter und eines slowenischen Arztes in Murska Sobota geboren. Seit seinem achten Lebensjahr lebte er in Ljubljana. Den Wunsch, nach seiner Schulzeit in den USA bei Disney zu arbeiten, konnte er sich nicht erfüllen. Er nahm ein Studium der Bildhauerei in Ljubljana auf und arbeitete danach als Zeichner für den Slovenski poročevalec; daneben arbeitete er als Regisseur von Zeichentrick- und Werbefilmen. In den 1970er Jahren arbeitete er in Westdeutschland im Zeichentrickstudio von Manfred Schmidt an Mordillo-Kurzfilmen und der Nick Knatterton-Fernsehserie.